# NGC 6539
NGC 6539 (другое обозначение — GCL 85) — шаровое скопление в созвездии Змееносец.
Этот объект входит в число перечисленных в оригинальной редакции «Нового общего каталога».